# Indotipula tetradolos
Indotipula tetradolos är en tvåvingeart som först beskrevs av Alexander 1970.  Indotipula tetradolos ingår i släktet Indotipula och familjen storharkrankar. Inga underarter finns listade i Catalogue of Life.